# 警察育英会

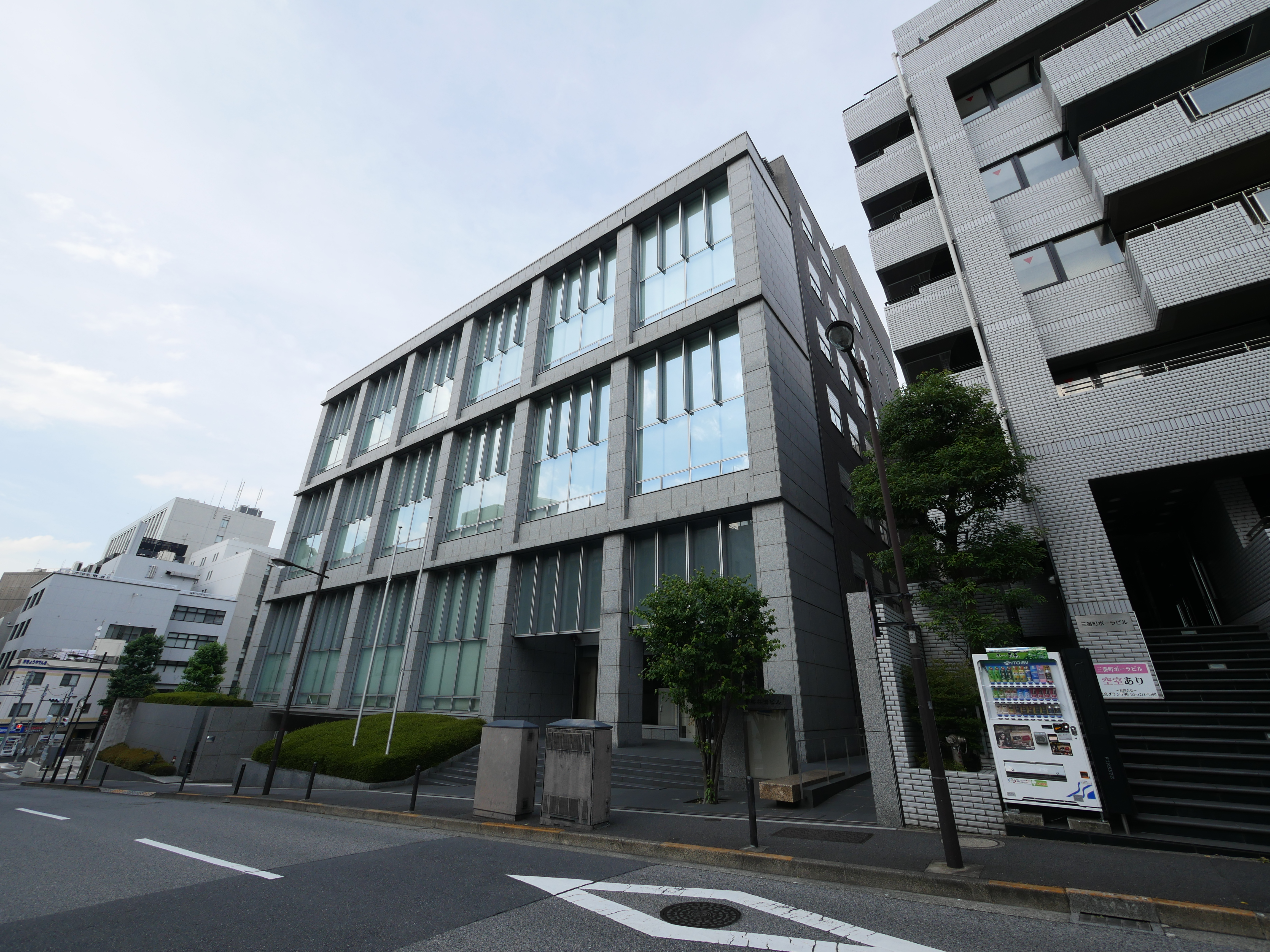
警察育英会本部（警察共済ビル）

公益財団法人警察育英会（けいさついくえいかい）は、東京都千代田区に本部を置く公益財団法人。

## 概要
1967年（昭和42年）2月設立。設立時の理事長は当時国家公安委員を務めていた評論家の坂西志保であった。2010年（平成22年）11月1日に公益財団法人へ移行した。2010年3月現在の理事長は今泉正隆（元警視総監、警察協会理事長）。
公務において、死亡若しくは重度の障害を負った警察職員、又は、凶悪犯罪の現行犯の逮捕に当たり、若しくは水難、山岳遭難等で自らの危難をかえりみず人命救助に当たり、死亡若しくは重度の障害を負った職務協力者の子弟で、小学校から大学までに在学している生徒・学生に対して学資金や学用品代の支給する等の育英奨学事業を行っている。
2008年度の奨学生総数は177名。2009年3月31日現在の資産合計は18億6398万7290円。負債を除いた額（正味財産）は18億5713万7887円。財団が保有する基金の運用収益のほか、JKA（競輪公益資金）から補助金を受けている。